# Platocoelotes
Platocoelotes là một chi nhện trong họ Agelenidae.